# 駿河区
駿河区（するがく）は、2005年（平成17年）4月1日に誕生した静岡市の行政区の一つ。
2003年（平成15年）4月1日に旧清水市と合併する前の旧静岡市域の内、東海道本線以南および旧長田村域が区域となる。静岡市にはこの区の他に葵区と清水区がある。
駿河区役所庁舎は、静岡市内3行政区中、唯一政令市移行に伴い新築されたものである（葵区役所は静岡市役所内に設置、清水区役所は旧清水市役所庁舎を使用）。

## 地理
静岡市の行政区のうち、人口・面積ともに最も規模が小さい区である。西は焼津市、藤枝市、北は葵区、東は清水区、南は駿河湾に接する。その地勢は、西の焼津市境の満観峰や、東の清水区境の有度山（日本平）など丘陵に挟まれ、中央部には静岡平野があり住宅街を形成し、安倍川が流れている。

### 広袤（こうぼう）
国土地理院の全国都道府県市区町村別面積調によると、駿河区の面積は73.06平方キロメートルである。
国土地理院によると駿河区の東西南北それぞれの端は以下の位置。東端は滝ヶ原川河口右岸、西端は宇津ノ谷峠の北北西約1.6km 、南端は大崩海岸、北端は弥生緑地付近である。また、2010年国勢調査結果に基く人口重心は中田本町19付近にある。
|                                                                           | 北端 北緯35度00分23秒 東経138度26分11秒 / 北緯35.00639度 東経138.43639度 ↑ | 人口重心 北緯34度57分24.70秒 東経138度23分41.81秒 / 北緯34.9568611度 東経138.3949472度 |
| 西端 北緯34度56分50秒 東経138度17分30秒 / 北緯34.94722度 東経138.29167度← | 区役所 北緯34度57分38秒 東経138度24分15秒 / 北緯34.96056度 東経138.40417度 | 東端 →北緯34度57分43秒 東経138度28分28秒 / 北緯34.96194度 東経138.47444度              |
|                                                                           | ↓ 南端 北緯34度53分55秒 東経138度20分54秒 / 北緯34.89861度 東経138.34833度 |                                                                                        |

### 隣接する自治体・行政区
- 静岡市 （葵区、清水区）
- 焼津市
- 藤枝市

## 歴史
- 2019年（令和元年）8月1日 - 県暴力団排除条例の改正を受け、南町が暴力団排除特別強化地域に指定[9]。
- 2022年（令和4年）9月24日未明 - 台風15号の豪雨により葵区内で送電線の鉄塔2基が崩壊。駿河区内で約1万6000戸が当日午後まで停電となった[10]。

## 人口
国勢調査確定値による。
- 2005年 - 208,055人[11]
- 2010年 - 213,059人[12]
- 2015年 - 212,419人[13]
- 2020年 - 213,026人[14]

## 交通

### 鉄道
- 東海旅客鉄道（JR東海）
  - CA 東海道本線 : 安倍川駅 - 用宗駅
    -  東海道新幹線が当区を通過している（停車駅はなし）。最寄駅は静岡駅である。所在地は隣の葵区になるが静岡駅の南口は当区にあたる。
- 日本貨物鉄道（JR貨物）
  - ■東海道本線：静岡貨物駅
- 静岡鉄道（静鉄）
  - S 静岡清水線 : 県総合運動場駅

### バス・索道
- 路線バス
  - しずてつジャストライン
  - 日本平自動車
  - 長田地区コミュニティバス
- 東名ハイウェイバス
  - JR東海バス　東名静岡バスストップ　東名日本平バスストップ
- 索道
  - 日本平ロープウェイ（静岡鉄道による）　久能山駅

### 道路
- 東名高速道路 - 静岡IC・日本平久能山SIC・日本平PA
- 国道1号（静清バイパス含む）
- 国道150号
- 静岡県道74号山脇大谷線
- 静岡県道84号中島南安倍線
- 静岡県道201号平山草薙停車場線
- 静岡県道207号奈良間手越線
- 静岡県道208号藤枝静岡線
- 静岡県道354号静岡環状線
- 静岡県道366号用宗停車場丸子線
- 静岡県道375号静岡御前崎自転車道線
- 静岡県道377号静岡清水自転車道線
- 静岡県道384号高松日出線
- 静岡県道407号静岡草薙清水線
- 静岡県道416号静岡焼津線
- 丸子池田線

道の駅
- 宇津ノ谷峠

### 港湾
- 用宗漁港

## 観光
- 静岡県立美術館
- 静岡競輪場
- 静岡県草薙総合運動場
  - 静岡県草薙総合運動場硬式野球場
  - 静岡県草薙総合運動場体育館（このはなアリーナ）
- 登呂遺跡
  - 静岡市立登呂博物館
- 静岡市立芹沢銈介美術館
- 久能山東照宮
- 日本平動物園
- 丸子梅園
- 吐月峰柴屋寺

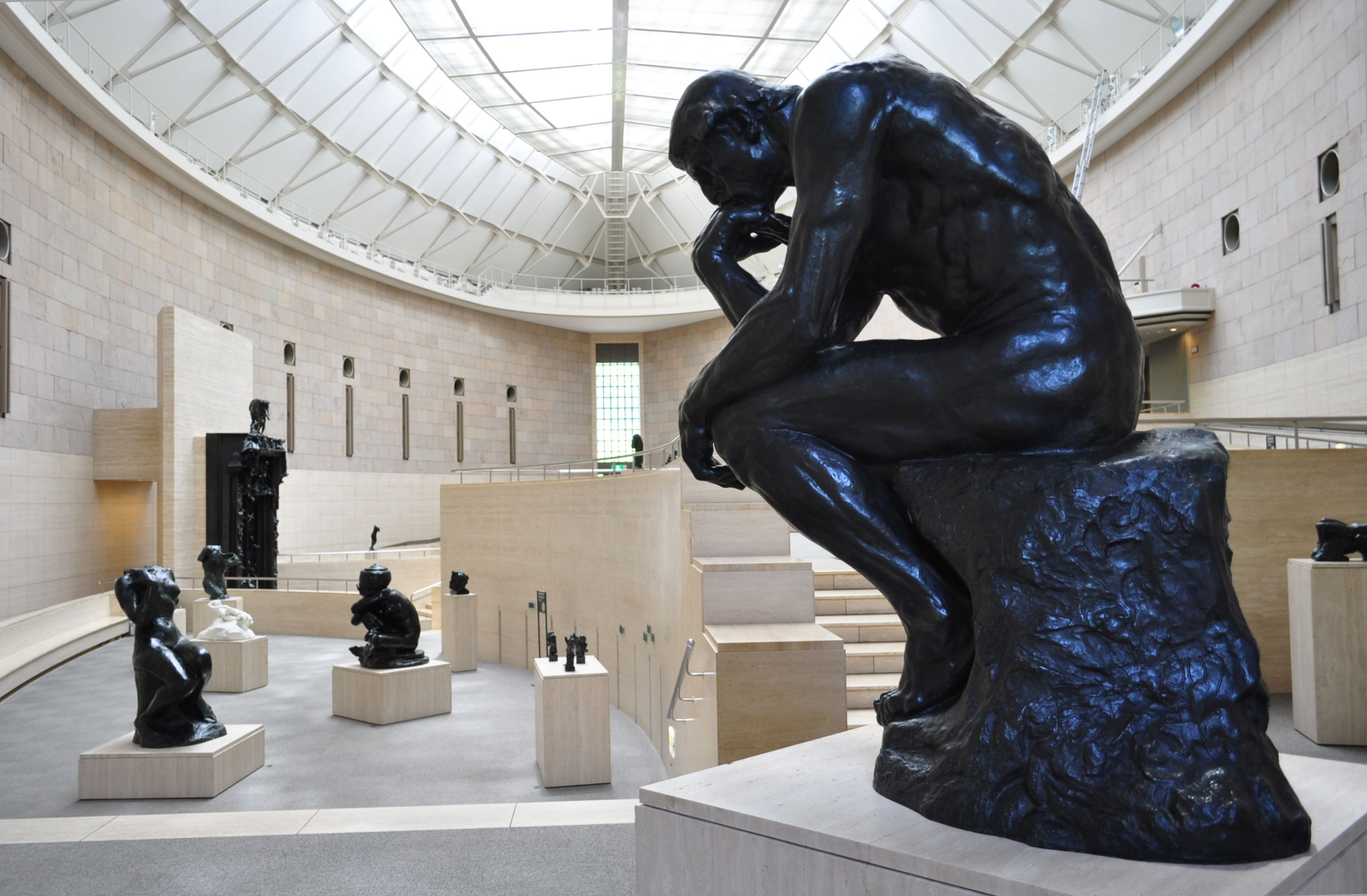
静岡県立美術館ロダン館「考える人」（2014年7月16日撮影）
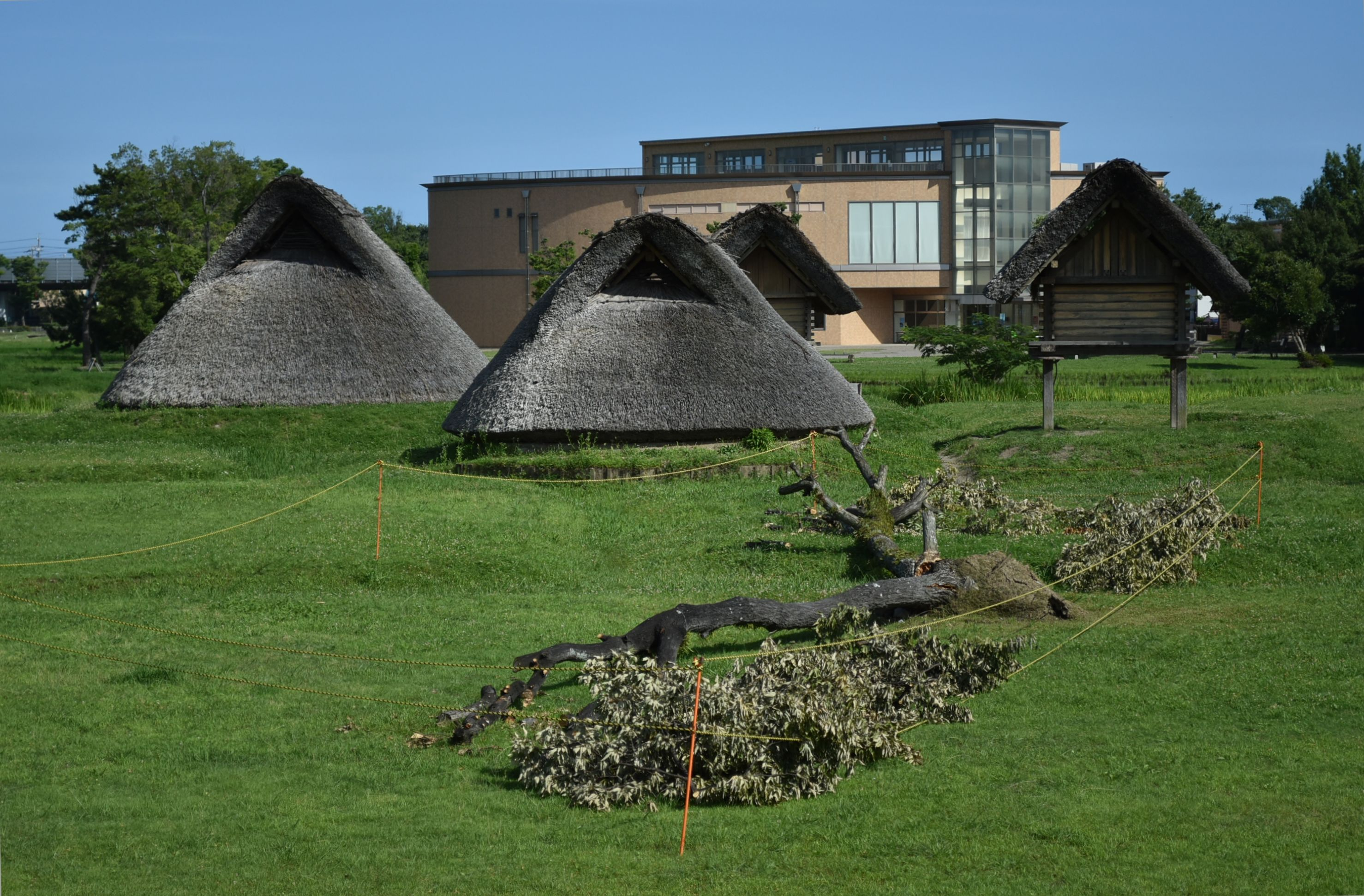
登呂遺跡（2018年7月10日撮影）
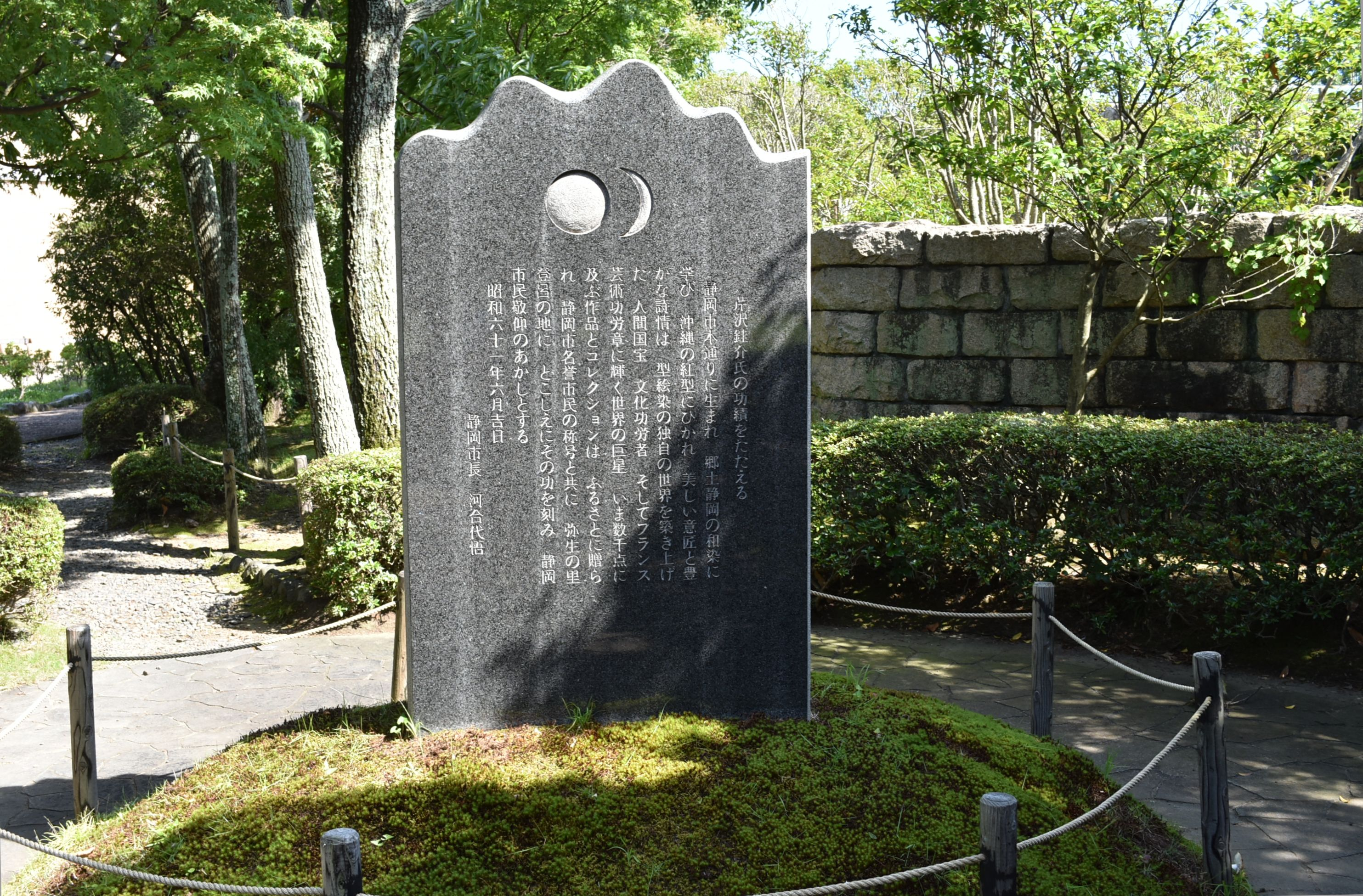
「芹沢 銈介氏の功績をたたえる」石碑（2018年7月10日撮影）

## 公共機関
役所
- 静岡県静岡総合庁舎
- 駿河区役所
- 駿河区役所長田支所
- 国土交通省中部運輸局静岡運輸支局
- 大谷・東静岡周辺整備課事務所(西大谷)

生涯学習センター
- 駿河生涯学習センター（来・て・こ）
- 南部生涯学習センター
- 大里生涯学習センター
- 長田生涯学習センター
- 中吉田生涯学習交流館

県立・市立図書館
- 県立中央図書館
- 市立南部図書館
- 市立長田図書館

警察
- 静岡県警静岡南警察署

消防
- 静岡市駿河消防署

郵便
- 静岡南郵便局：422-0000、422-80xx、422-85xx、422-86xx、422-87xx、421-01xx[注釈 3]

公的医療機関
- 静岡済生会総合病院

## 教育

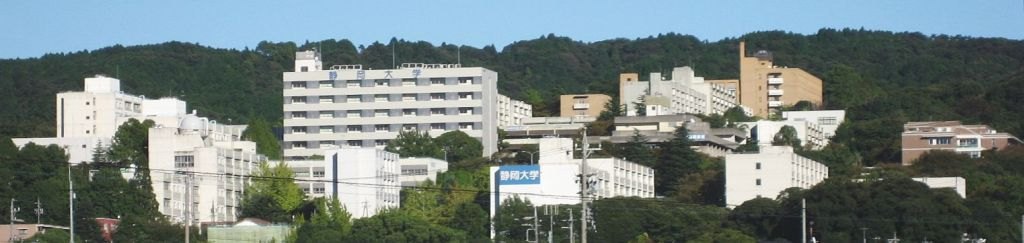
駿河区に所在する静岡大学大谷キャンパス

### 大学
- 静岡大学
- 静岡県立大学
- 静岡英和学院大学
- 静岡県立大学短期大学部
- 常葉大学静岡草薙キャンパス

### 専門学校

#### 公立
- 静岡市立看護専門学校

#### 私立
- 静岡福祉医療専門学校
- 専門学校静岡電子情報カレッジ
- 専修学校静岡予備校早慶セミナー
- 辻村和服専門学校
- プロスペラ学院外国語専門学校

- 静岡済生会看護専門学校
- 専門学校静岡医療秘書学院
- 静岡医療学園専門学校
- 国際ことば学院外国語専門学校
- 専門学校中央医療健康大学校

### 高等学校
- 静岡県立駿河総合高等学校
- 静岡女子高等学校
- 城南静岡高等学校
- 静岡聖光学院高等学校
- クラーク記念国際高等学校静岡キャンパス
- 静岡県立静岡農業高等学校国吉田実習圃場
- 未来高等学校静岡中央学習センター
- 屋久島おおぞら高等学校・KTC中央高等学院静岡キャンパス

### 中学校
- 静岡市立大里中学校
- 静岡市立南中学校
- 静岡市立中島中学校
- 静岡市立豊田中学校
- 静岡市立東豊田中学校
- 静岡市立高松中学校
- 静岡市立長田西中学校
- 静岡市立長田南中学校
- 静岡市立城山中学校
- 城南静岡中学校
- 静岡聖光学院中学校

### 小学校
- 静岡市立中田小学校
- 静岡市立中島小学校
- 静岡市立大里東小学校
- 静岡市立大里西小学校
- 静岡市立大谷小学校
- 静岡市立久能小学校
- 静岡市立宮竹小学校
- 静岡市立森下小学校
- 静岡市立東豊田小学校
- 静岡市立西豊田小学校
- 静岡市立富士見小学校
- 静岡市立南部小学校
- 静岡市立東源台小学校
- 静岡市立長田西小学校
- 静岡市立長田南小学校
- 静岡市立長田東小学校
- 静岡市立長田北小学校
- 静岡市立川原小学校

### 幼稚園
（私立幼稚園は、静岡県私立幼稚園振興協会加盟の園のみ掲載）
- 静岡豊田幼稚園
- 静岡聖光幼稚園
- 八幡聖母幼稚園
- 静岡なかはら幼稚園
- 水元学園ひばり幼稚園
- 丸子幼稚園
- るり幼稚園
- 南八幡幼稚園
- かわはらいづみ幼稚園
- 静岡学園幼稚園
- 静岡南幼稚園
- 大里東幼稚園
- ふじみ幼稚園
- 梨花幼稚園
- 若杉幼稚園

### 学校教育以外の施設

#### 認定こども園（幼保連携型）
（いわゆる認定こども園法第3条による認定こども園のうち幼保連携型のみ掲載）
- 静岡市立大谷こども園
- 静岡市立小黒こども園
- 静岡市立久能こども園
- 静岡市立下川原こども園
- 静岡市立高松こども園
- 静岡市立東新田こども園
- 静岡市立登呂こども園
- 静岡市立中田こども園
- 静岡市立中村町こども園
- 静岡市立東豊田こども園
- 静岡市立東豊田中央こども園
- 静岡市立広野こども園
- 静岡市立富士見台こども園
- 静岡市立丸子こども園
- 静岡市立用宗こども園
- 静岡市立八幡こども園
- 小鹿こども園
- 静岡なかはらこども園
- ひばり幼稚園
- ふじみ幼稚園
- だきしめこども園
- やよいこども園
- 静岡若葉こども園

#### 保育所
（認可保育所・認証保育所
のみ掲載）
- あけぼの保育園
- 静岡隣人会保育園
- 若草保育園
- るり保育園
- セイユウ保育園
- たんぽぽ保育園
- ゆりかご保育園
- ほのぼの保育園
- 長田ちびっこ保育園
- あい保育園（みずほ）
- つくしんぼ保育園
- あい保育園（国吉田）
- 高松めばえ保育園
- はろーはうす（認証保育所）

## 区内の町
町名の後の☆は全域住居表示済、☆†は一部住居表示済、◇は地番整理済。

### 大里（おおざと）地区
- 泉町（いずみちょう）☆
- 大坪町（おおつぼちょう）☆
- 新川（しんかわ）：一丁目・二丁目☆
- 津島町（つしまちょう）☆
- 中田（なかだ）：一丁目～四丁目☆
- 中田本町（なかだほんちょう）☆
- 中野新田（なかのしんでん）
- 中原（なかはら）
- 中村町（なかむらちょう）
- 西中原（にしなかはら）：一丁目・二丁目☆
- 馬渕（まぶち）：一丁目～四丁目☆
- 南安倍（みなみあべ）：三丁目☆[注釈 4]
- 見瀬（みせ）
- 緑が丘町（みどりがおかちょう）☆
- 宮本町（みやもとちょう）☆

### 豊田（とよだ）地区
- 有明町（ありあけちょう）☆
- 池田（いけだ）
- 有東（うとう）：一丁目～三丁目☆
- 小黒（おぐろ）：一丁目～三丁目☆
- 小鹿（おしか）
- 小鹿（おしか）：一丁目～三丁目☆
- 国吉田（くによしだ）：一丁目～六丁目☆
- 栗原（くりはら）☆†
- 豊田（とよだ）：一丁目～三丁目☆
- 豊原町（とよはらちょう）☆
- 中吉田（なかよしだ）☆
- 東静岡（ひがししずおか）：二丁目☆[注釈 5]
- 聖一色（ひじりいっしき）
- 平沢（ひらさわ）
- 曲金（まがりかね）：一丁目～七丁目☆
- 谷田（やだ）☆†
- 弥生町（やよいちょう）☆

### 高松（たかまつ）地区
- 石田（いしだ）：一丁目～三丁目☆
- 稲川（いながわ）：一丁目～三丁目☆
- さつき町（さつきちょう）☆
- 敷地（しきじ）：一丁目・二丁目☆
- 下島（しもじま）
- 高松（たかまつ）
- 高松（たかまつ）：一丁目・二丁目☆
- 登呂（とろ）：一丁目～六丁目☆
- 富士見台（ふじみだい）：一丁目～三丁目☆
- 南町（みなみちょう）☆
- 南八幡町（みなみやはたちょう）☆
- 宮竹（みやたけ）：一丁目・二丁目☆
- 森下町（もりしたちょう）☆
- 八幡（やはた）：一丁目～五丁目☆
- 八幡山（やはたやま）
- 大和（やまと）：一丁目・二丁目☆

### 中島（なかじま）地区
- 中島（なかじま）
- 西島（にしじま）
- 西脇（にしわき）

### 大谷（おおや）地区
- 大谷（おおや）
- 大谷（おおや）：一丁目～三丁目☆
- 恩田原（おんだばら）
- 片山（かたやま）
- 西大谷（にしおおや）◇
- 水上（みずかみ）◇
- 宮川（みやがわ）◇

### 久能（くのう）地区
- 青沢（あおさわ）
- 安居（あご）
- 中平松（なかひらまつ）
- 西平松（にしひらまつ）
- 根古屋（ねごや）
- 古宿（ふるやど）

### 長田（おさだ）地区
- 青木（あおき）
- 宇津ノ谷（うつのや）
- 大和田（おおわだ）
- 小坂（おさか）
- 小坂（おさか）：一丁目～三丁目
- 鎌田（かまた）
- 上川原（かみかわはら）☆†
- 北丸子（きたまりこ）：一丁目・二丁目☆
- 光陽町（こうようちょう）
- 下川原（しもかわはら）
- 下川原（しもかわはら）：一丁目～六丁目☆
- 下川原南（しもかわはらみなみ）☆
- 石部（せきべ）☆†
- 手越（てごし）
- 手越原（てごしはら）
- 寺田（てらだ）
- 東新田（とうしんでん）
- 東新田（とうしんでん）：一丁目～五丁目☆
- 広野（ひろの）
- 広野（ひろの）：一丁目～六丁目☆
- 広野海岸通（ひろのかいがんどおり）
- 丸子（まりこ）
- 丸子（まりこ）：一丁目～七丁目☆
- 丸子新田（まりこしんでん）
- 丸子芹が谷町（まりこせりがやちょう）☆
- みずほ：一丁目～五丁目◇
- 港（みなと）☆
- 向敷地（むこうしきじ）
- 向敷地（むこうしきじ）：一丁目～六丁目☆
- 向手越（むこうてごし）：一丁目・二丁目☆
- 用宗（もちむね）
- 用宗（もちむね）：一丁目～五丁目☆
- 用宗小石町（もちむねこいしちょう）☆
- 用宗城山町（もちむねしろやまちょう）☆†
- 用宗巴町（もちむねともえちょう）☆
- 桃園町（ももぞのちょう）☆

## 分区について
政令指定都市移行直後、小嶋市長は都市の発展と共に行政区が増えることも示唆したが、現状では難しいとの判断で凍結。市議会の中では長田区、日本平区等の提案がある。（駿河区役所長田支所は将来、駿河区から分区されることを想定し、また、駿河区の安倍川以西の住民の便を考慮して設置している。）

## 出身者
- 青山雅幸（弁護士、衆議院議員、自由共和党代表）
- 荒木美保（舞台俳優、演出家）：用宗
- 石山喬（元日本軽金属ホールディングス社長、元日本アルミニウム協会会長）
- 芹沢純一（JRA調教助手）
- 文仁親王妃紀子、(皇族)・(日本赤十字社)（名誉副総裁）
- 犬飼智也 (Jリーグ・柏レイソル所属選手)
- 白輪剛史 (動物商、爬虫類研究家、iZoo園長、KawaZoo館長、日本爬虫類両生類協会理事長)
- 野村裕樹（プロ野球選手）

## 公式キャラクター
- 駿河区応援隊長トロベー - 登呂遺跡の弥生時代集落に住む妖精。2009年（平成21年）に発表された。当初は登呂遺跡と静岡市立登呂博物館のみの広報キャラクターであったが、2017年（平成29年）1月24日に「駿河区応援隊長」に任命され、葵区の「あおいくん」、清水区の「シズラ」とともに市内3区の公式キャラクターを担うことになった[18][19]。